# Buffy Dee
Buffy Dee, született Anthony DeSantolo (New York, 1923. szeptember 15. –‎ Middletown, 1995) olasz–amerikai színész, zenész.

## Életpályája
A New York állambéli Middletownban született, ott is halt meg. Gyermekkorában gyermekbénulással fertőződött meg, egy ideig kerekesszékhez volt kötve. Később felgyógyult, de egyik lábára egész életében sántított. A Miami Egyetemen tanult jogot. 
A korai filmekben általában negatív figuraként, a későbbiekben inkább humoros pozitív mellékszereplőként, esetleg rosszfiúként tűnt fel. Első moziszerepe, melyet Magyarországon is bemutattak, az 1973-as Gyémánt Lady volt. Több mozi- és tévéfilmben szerepelt, nálunk leggyakrabban Bud Spencer és Terence Hill filmjeiben volt látható kisebb szerepekben. A Szuperzsaruban egy cirkuszi, vagy vidámparki pénztárost alakított turbánnal a fején, a Szuperhekusokban egy garniszálló portását, az Aladdinban pedig egy gyerekrablót, mindhárom szerep csak néhány mondatos volt. A Nyomás utána! című 1983-as filmben a főgonoszt K1-et alakította. 
Látható volt még a Kojak, Miami Vice és az Extralarge egy-egy epizódjában.
Dobon játszott, Carmen Cavallaro zenekarának is tagja volt egy időben. Miamiban egy éjszakai klubja volt, hatalmas túlsúlya ellenére időnként fejreállással szórakoztatta a koncerteken a közönséget. 

## Magánélete és halála
Felesége Eleanor Korn (eredeti nevén Eleanor Cornacchia) volt, gyermekük nem született. Szinte egész életét Miamiban töltötte. Idősebb korára igen jelentős súlyfelesleggel küszködött, 160 kilogramm körül volt.
72 éves korában hunyt el tüdőrákban.

## Válogatott filmográfia
- Nyomás utána! - K1
- Szuperhekusok - szállodaportás
- Szuperzsaru - vidámparki pénztáros
- Aladdin - gyerekrabló